# Guillaume Jalade-Lafond
Guillaume Jalade-Lafond né à Aixe-sur-Vienne vers 1767 et mort à Paris le 22 août 1846) est un médecin français du XIXe siècle, spécialisé dans l'orthopédie.

## Publications
- Considérations sur les bandages herniaires usités jusqu'à ce jour et sur les bandages rénixigrades, Paris, chez l'auteur, 1818
- Considérations sur la confection des corsets et de ceintures propres à s'opposer à la pernicieuse habitude de l'onanisme, Paris, chez l'auteur, 1819
- Recherches pratiques sur les principales difformités du corps humain et sur les moyens d'y remédier, Paris, Baillière, 1827-1829.